# Silene rupestris
Silene rupestris es una especie de planta de flores perteneciente a la familia Caryophyllaceae. 

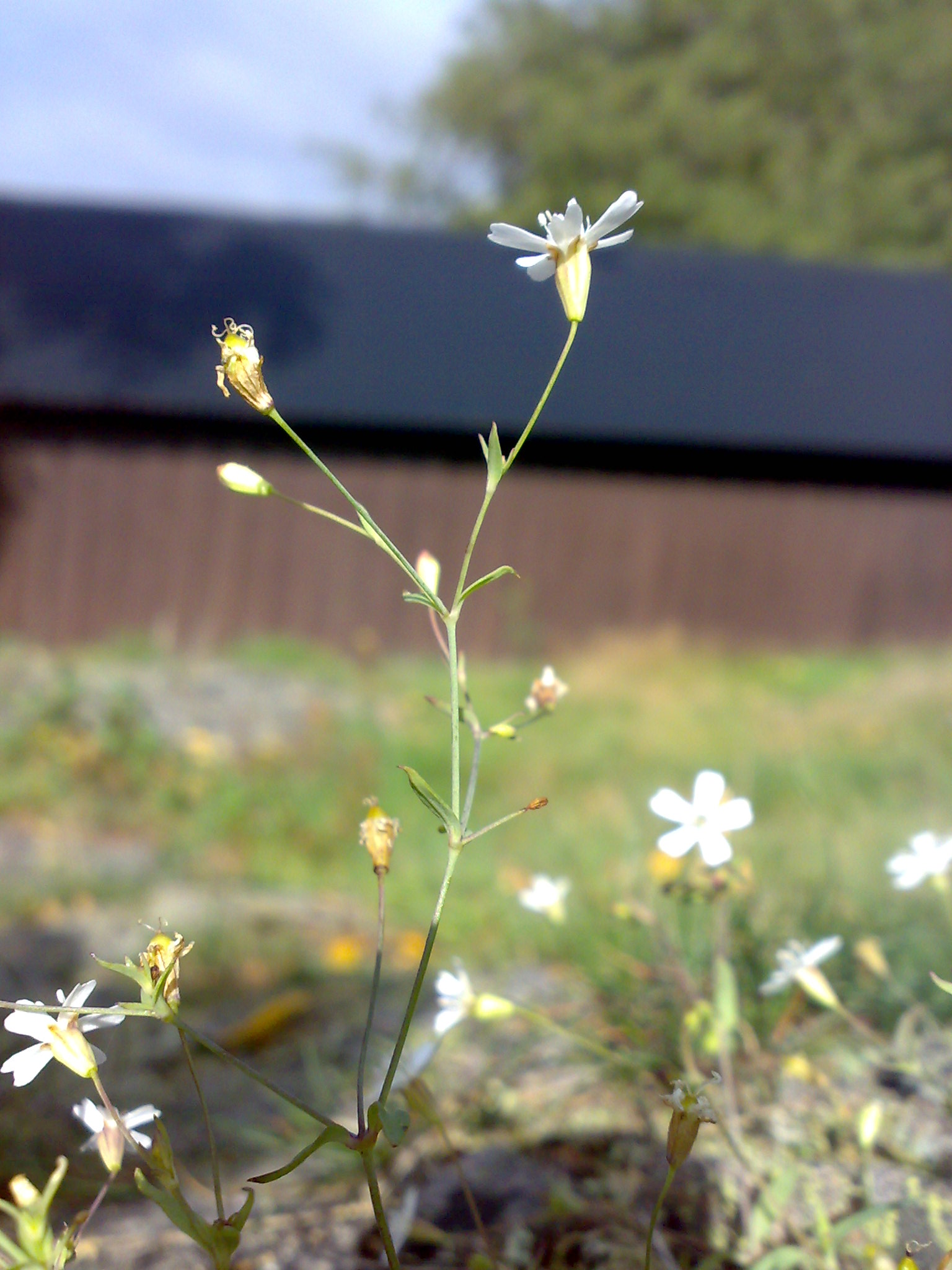
Vista de la planta

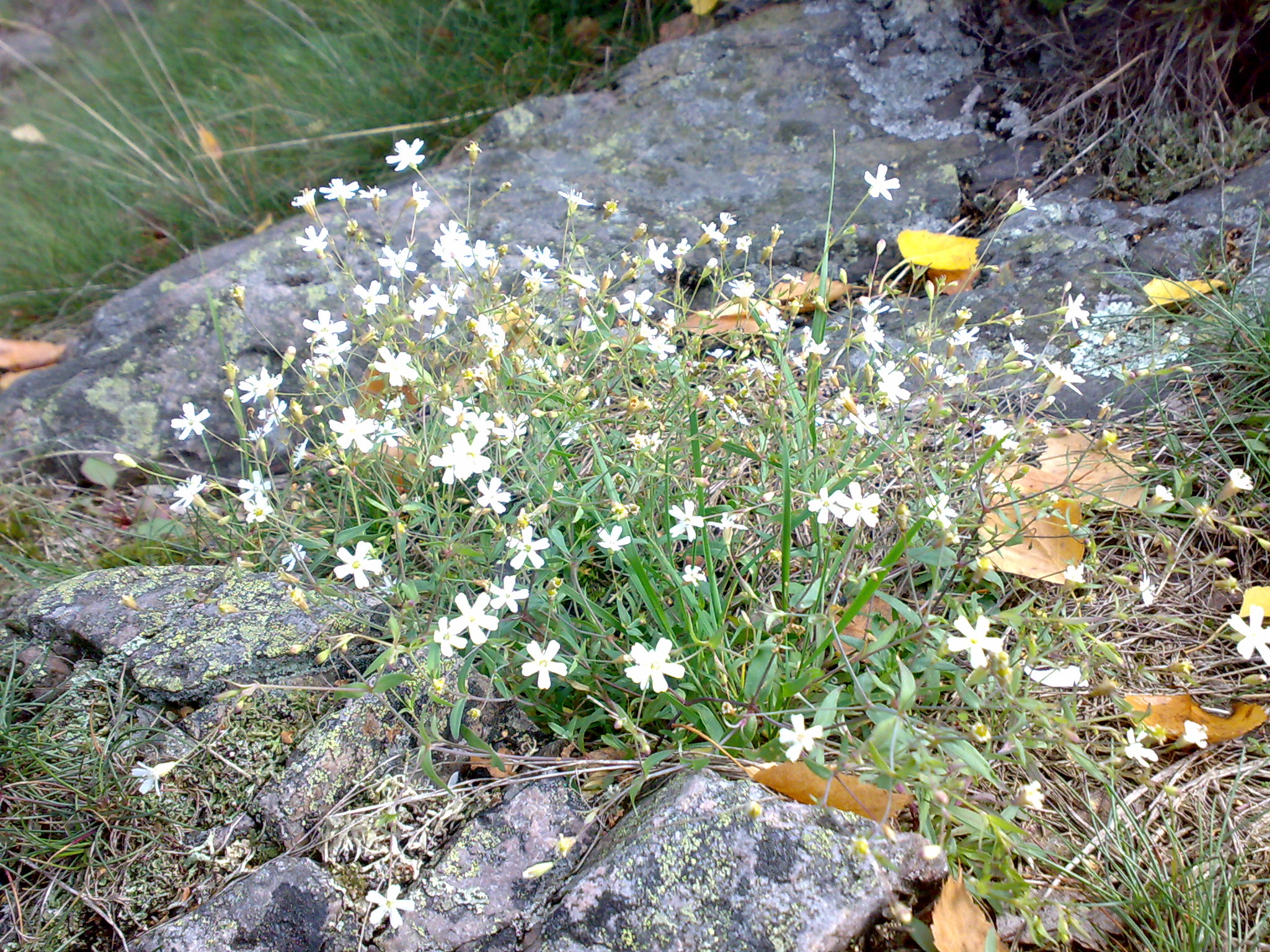
En su hábitat

## Descripción
Es una planta herbácea que alcanza los 25 cm de altura. Las hojas son lanceoladas las superiores y espatuladas las inferiores, de color verde. Las flores con cinco pétalos de color blanco en largos pedúnculos.

## Distribución y hábitat
Crece en roquedales y zonas húmedas o encharcadas de alta montaña, hasta los 2900 metros de altitud en las montañas del N, W y C de Europa. En la península ibérica en los Pirineos, cordillera Cantábrica y Sierra Nevada.

## Taxonomía
Silene rupestris fue descrita por Carlos Linneo y publicado en Sp. Pl.: 421 (1753)
Citología
Número de cromosomas de Silene rupestris (Fam. Caryophyllaceae) y táxones infraespecíficos: 2n=24
Etimología
El nombre del género está ciertamente vinculado al personaje de Sileno (en griego Σειληνός; en latín Sīlēnus), padre adoptivo y preceptor de Dionisos, siempre representado con vientre hinchado similar a los cálices de numerosas especies, por ejemplo Silene vulgaris o Silene conica. Aunque también se ha evocado (Teofrasto via Lobelius y luego  Linneo)  un posible origen a partir del Griego σίαλoν, ου, "saliva, moco, baba", aludiendo a la viscosidad de ciertas especies, o bien σίαλος, oν, "gordo", que sería lo mismo que la primera interpretación, o sea, inflado/hinchado.
rupestris; epíteto latino que significa "que se encuentra cerca de las rocas".
Sinonimia
- Atocion rupestre (L.) Oxelman
- Cucubalus saxatilis Lam.
- Minjaevia rupestris (L.) Tzvelev
- Oncerum rupestre Dulac[4]
- Saponaria saxatilis Bory
- Silene rupestris var. major Rouy & Foucaud[5]